# Rubus kawakamii
Rubus kawakamii är en rosväxtart som beskrevs av Bunzo Hayata. Rubus kawakamii ingår i släktet rubusar, och familjen rosväxter. Inga underarter finns listade i Catalogue of Life.